# Dolenja vas pri Polici
Dolenja vas pri Polici – wieś w Słowenii, w gminie Grosuplje. 1 stycznia 2017 liczyła 88 mieszkańców.